# Marek W. Kozłowski
Marek W. Kozłowski (ur. 2 kwietnia 1952 w Górze Kalwarii) – polski entomolog, profesor w Katedrze Entomologii Stosowanej SGGW. 

## Życiorys
W 1977 ukończył studia na SGGW, w 1982 obronił doktorat, w 1991 przedstawił pracę habilitacyjną. 
Zajmuje się ekologią behawioralną owadów, powiązaniami między owadami i roślinami, fizjologią chemoreceptorów owadów. Jest administratorem strony "ethology.sggw.pl" archiwizującej filmową dokumentację zachowań zwierząt, a także wiceprezesem i współzałożycielem Polskiego Towarzystwa Etologicznego. To twórca wielu programów i seriali telewizyjnych dla telewizji publicznych i komercyjnych, w tym we współpracy z Davidem Attenborough z BBC. Pisze artykuły dla miesięcznika „Wiedza i Życie”. Profesor Kozłowski jest także autorem wielu publikacji m.in.:
- „Owady Polski, tom I”;
- „Owady Polski , tom II Chrząszcze”;
- „Haremy kornika drukarza”;
- „On, ona i ta trzecia”;
- „Owady - dlaczego nas dręczą i jak ich uniknąć”.